# Hannelore Mattig
Hannelore Mattig (Berlín) es una deportista de la RDA que compitió en ciclismo en la modalidad de pista. Ganó dos medallas en el Campeonato Mundial de Ciclismo en Pista, plata en 1965 y bronce en 1966, ambas en la prueba de persecución individual.

## Medallero internacional
| Campeonato Mundial | Campeonato Mundial     | Campeonato Mundial | Campeonato Mundial     |
| Año                | Lugar                  | Medalla            | Competición            |
| ------------------ | ---------------------- | ------------------ | ---------------------- |
| 1965               | San Sebastián (España) | Medalla de plata   | Persecución individual |
| 1966               | Fráncfort (RFA)        | Medalla de bronce  | Persecución individual |